# 乌克兰民族主义者组织
乌克兰民族主义者组织（烏克蘭語：Організація Українських Націоналістів，羅馬化：Orhanizatsiia Ukrainskykh Natsionalistiv，簡寫：ОУН）是一个1929年成立于维也纳的乌克兰激进极右翼极端民族主义政治组织，期初在波兰治下的东加利西亚活动，以试图渗透合法政党、大学和其他机构。由于其极端民族主义和革命倾向，多数历史学家将其视为法西斯主义组织。为了实现乌克兰独立，乌克兰民族主义者组织针对波兰、捷克斯洛伐克和苏联运用了诸如暴力、恐怖主义的策略。1940年分裂，一派为安德里·梅利尼克领导的温和派，一派为斯捷潘·班杰拉领导的激进派。1941年德军入侵苏联后，激进派在被德军包围的利沃夫宣布乌克兰独立，后遭德国镇压。1942年10月，激进派成立了乌克兰反抗军。
为了阻止波兰人重建战前的边界，1943年至1944年，乌克兰反抗军展开了针对当地波兰人的大规模民族清洗运动。历史学家估计有约10万名波兰人被杀。二战后，乌克兰反抗军与波兰和苏联作战，在1947年的维斯瓦河行动中，为了消除乌克兰反抗军的活动基地，波兰政府驱逐了14万乌克兰平民，而苏联军队则杀死、逮捕或驱逐了50万乌克兰平民。冷战期间，乌克兰民族主义者组织得到了包括中央情报局在内的西方情报机构的支持。乌克兰独立后，诸如全乌克兰联盟“自由”等许多极右组织声称继承了乌克兰民族主义者组织的政治传统。由于这些继承者一方面否认其法西斯主义倾向和于纳粹德国的合作行为，一方面又为党卫队第14师举行纪念活动，即便乌克兰反抗军领导人表达了对加利西亚师的反对，在史学中，乌克兰民族主义者组织所扮演的角色仍然具有争议。而另一些学者则称该组织的政治对手是为了选举考量在不断强调其极右形象。